# Pedro Romeiras
Pedro Romeiras (Lisbona, 3 luglio 1961) è un ballerino portoghese di danza classica.

## Biografia
Ha danzato con la Compagnia nazionale di balletto portoghese, con il Balletto nazionale olandese e con il Balletto del teatro comunale peruviano. Ha vinto la medaglia d'oro al II Prix Français de la Dance nel 1982. I principali ruoli affrontati sono stati Sigfrido nel Lago dei cigni, Basilio nel Don Chisciotte, il poeta nel Silfide di Fryderyk Chopin.
È considerato da molti critici e scrittori portoghesi come uno dei migliori ballerini della sua generazione.